# Yerevan-Avia
Yerevan-Avia (armenisch Երեւան-Ավիա) war eine armenische Frachtfluggesellschaft mit Sitz in Jerewan und Basis auf dem Flughafen Jerewan.

## Geschichte
Die Yerevan-Avia wurde 1992 in Armenien gegründet. Das Unternehmen führte internationale Charterflüge durch und nutzte vorwiegend Flugzeuge des Typs Iljuschin Il-76. Die Flugverbindungen umfassten neben Zielen in der Gemeinschaft Unabhängiger Staaten (GUS) auch Länder in Europa, dem Nahen Osten, Afrika und Asien.
In den folgenden Jahren baute die Gesellschaft ihr Streckennetz schrittweise aus und nahm regelmäßig Aufträge in politisch oder logistisch schwierigen Regionen an. Dabei arbeitete Yerevan-Avia häufig im Rahmen kurzfristiger Frachtcharter und Sondertransporte.
Ab den 2000er-Jahren nahm die Aktivität der Fluggesellschaft ab. Der Betrieb wurde spätestens im Jahr 2009 eingestellt. Öffentliche Informationen über die Gründe für die Einstellung sind nur begrenzt verfügbar.

## Flotte
| Flugzeugtyp     | Anzahl | Luftfahrzeugkennzeichen | Anmerkungen |  |
| --------------- | ------ | ----------------------- | ----------- |  |
| Iljuschin Il-76 | 1      | EX-86724                | [ 4 ]       |  |
| Gesamt          | 1      |                         |             |  |